# Fortschwihr
Fortschwihr é uma comuna francesa na região administrativa de Grande Leste, no departamento Alto Reno. Estende-se por uma área de 4,78 km². Em 2010 a comuna tinha 1 204 habitantes (densidade: 251,9 hab./km²).